# Archidiecezja St. Louis

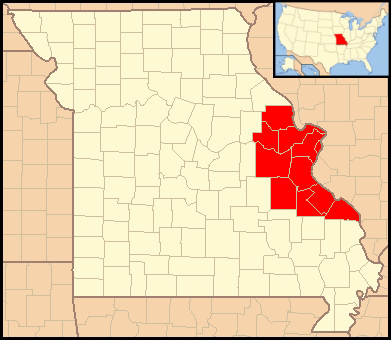
Mapa Archidiecezji St. Louis

Archidiecezja St. Louis (łac. Archidioecesis Sancti Ludovici, ang. Archdiocese of St. Louis) – rzymskokatolicka archidiecezja metropolitalna ze stolicą w St. Louis, w stanie Missouri, Stany Zjednoczone.
Bazylika św. Ludwika jest katedrą diecezjalną w archidiecezji St. Louis.
Archidiecezja znajduje się w regionie IX (IA, KS, MO, NE) i obejmuje terytorialnie hrabstwa Franklin, Jefferson, Lincoln, Perry, St. Charles, St. Francois, Ste. Genevieve, St. Louis, Warren i Washington w stanie Missouri. 

## Historia
Pierwszy biskupem na tym terenie był Louis William Valentine Dubourg, którego, 24 września 1815 roku, papież Pius VII mianował biskupem Luizjany i wschodniej i zachodniej Florydy. Biskup Dubourg wybrał na siedzibę diecezji miasto St. Louis. Po jego rezygnacji i przeniesieniu do prowadzenia diecezji Montauban, Francja.
18 lipca 1826 roku, papież Leon XII powołał diecezję St. Louis z biskupem Joseph Rosati na czele. Początkowo obejmowała stan Missouri, zachodnią część stanu Illinois, tereny amerykańskie na zachód od rzeki Missisipi i północną część stanu Luizjana. Była największą amerykańską diecezją o obszarze porównywalnym do pozostałych dziewięciu diecezji.
W dniu 28 lipca 1837 roku, terytoria w stanie Iowa, Minnesota i Dakota zostały oddzielone od diecezji w celu utworzenia diecezji Dubuque.
20 lipca 1847 roku, papież Pius IX wyniósł diecezję St. Louis do rangi archidiecezji.
Ze względu na silne poczucie tożsamości katolickiej i położenie, oraz będąc bazą powstania wielu diecezji na środkowym zachodzie Stanów Zjednoczonych, archidiecezji jest często nazywana "Rzymem zachodu". Jest ona poświęcona św. Ludwikowi Królowi Francji i jego ko-patronów Świętych Wincentego a Paulo i Rose Filipiny Duchesne.

## Sufraganie
Arcybiskup St. Louis jest również metropolitą St. Louis.
1. Diecezja Jefferson City
2. Diecezja Kansas City-Saint Joseph
3. Diecezja Springfield-Cape Girardeau

## Dekanaty
1. Dekanat Festus
2. Dekanat North City
3. Dekanat Northeast County
4. Dekanat Northwest County
5. Dekanat South City
6. Dekanat St. Charles
7. Dekanat Southeast County
8. Dekanat Ste. Genevieve
9. Dekanat Southwest County
10. Dekanat Washington

## Katolickie kościoły obrządku wschodniego
W skład archidiecezji wchodzą również dwa kościoły obrządku wschodniego i jedna katedra.
- Katedra św. Rajmunda, Eparchia Matki Bożej Anielskiej Libanu (maronitów)
- Kościół św. Ludwika bizantyjskiego (Ruthenian), bizantyjska eparchia Parma
- Kościół Wniebowzięcia Najświętszej Marii Panny * Ukraiński Kościół Katolicki, eparchia Saint Nicolas Chicago dla Ukraińców

## Ordynariusze
- Joseph Rosati CM (1827 - 1843)
- Peter Richard Kenrick (1843 - 1895)
- John Joseph Kain (1895 - 1903)
- Kardynał John Glennon (1903 - 1946)
- Kardynał Joseph Ritter (1946 - 1967)
- Kardynał John Carberry (1968 - 1979)
- John May (1980 - 1992)
- Kardynał Justin Francis Rigali (1994 - 2003)
- Raymond Leo Burke (2003 - 2008)
- Robert Carlson (2009 - 2020)
- Mitchell Rozanski (od 2020)

## Parafie
Parafie archidiecezji St. Louis opisane na Wikipedii:
- Parafia św. Agaty w St. Louis